# The Kickin' Crab
O Kickin' Crab é uma cadeia de restaurantes americana que serve pratos da culinária cajun. Foi fundado em 2010 e tem 23 restaurantes, principalmente no sudoeste dos Estados Unidos.

## História
O restaurante foi fundado em 2010 por Jan Nguyen, que já havia fundado muitos outros conceitos de restaurantes. Abriu sua primeira unidade no Arizona em junho de 2023, em Chandler.

## Cardápio
Para começar, o restaurante oferece ostras, asas de búfalo, frango, peixe e batatas fritas, wonton de camarão, camarão de pipoca, edamame, batatas fritas, batatas fritas de batata doce, lula, tacos de peixe, caracóis do mar de coco, macarrão de alho, sopa de mariscos e gumbo. Seu prato principal consiste em scampi, fettuccine Alfredo, tilápia, truta, camarão, lagosta e patas de caranguejo. Os acompanhamentos incluem brócolis cozido no vapor, pita e arroz vermelho.
Os clientes comem com as mãos e recebem babadores para garantir que os alimentos não manchem acidentalmente suas roupas. As mesas são cobertas com papel manteiga.

## Locais
Em 2024, o The Kickin' Crab tinha 23 locais, com três a serem inaugurados. Desses 23, dezessete estão na Califórnia, sendo que a maioria deles está na parte sul do estado. Os outros seis consistem em quatro no Texas e dois em Chandler, Arizona e St. Louis, Missouri. Os locais a serem inaugurados em breve resultarão na expansão da cadeia para o leste dos Estados Unidos, em Atlanta, Geórgia.